# Live at the Royal Albert Hall (álbum de The Who)
Live at the Royal Albert Hall es el séptimo y triple álbum en directo del grupo británico The Who, publicado por la compañía discográfica Steamhammer en julio de 2003.
Los dos primeros discos fueron grabados el 27 de noviembre de 2000 e incluyen al grupo, integrado por John Entwistle, Roger Daltrey, Pete Townshend, Zak Starkey y John Bundrick, tocando en el Royal Albert Hall a beneficio de la organización Teenage Cancer Trust, junto a varios artistas invitados. El tercer disco incluyó cuatro canciones del último concierto de The Who con Entwistle, el 8 de febrero de 2002, antes de su muerte en Las Vegas el 27 de junio del mismo año. Townshend dedicó «Heart to Hang Onto» a Ronnie Lane. El concierto fue también publicado en DVD con el título de The Who & Special Guests: Live at the Royal Albert Hall.
El álbum entró en el puesto 72 de la lista británica UK Albums Chart y en el dieciocho de la lista estadounidense Top Independent Albums de Billboard.

## Lista de canciones
Todas las canciones escritas y compuestas por Pete Townshend excepto donde se anota. 
| Disco uno |                                 |                               |          |  |
| N.º       | Título                          | Escritor(es)                  | Duración |  |
| 1.        | «I Can't Explain»               | Pete Townshend, Roger Daltrey | 2:51     |  |
| 2.        | «Anyway, Anyhow, Anywhere»      |                               | 4:33     |  |
| 3.        | «Pinball Wizard»                |                               | 3:44     |  |
| 4.        | «Relay»                         |                               | 8:14     |  |
| 5.        | «My Wife»                       | John Entwistle                | 6:38     |  |
| 6.        | «The Kids Are Alright»          |                               | 6:12     |  |
| 7.        | «Mary Anne with the Shaky Hand» |                               | 4:12     |  |
| 8.        | «Bargain»                       |                               | 6:52     |  |
| 9.        | «Magic Bus»                     |                               | 10:05    |  |
| 10.       | «Who Are You»                   |                               | 7:05     |  |
| 11.       | «Baba O'Riley»                  |                               | 5:48     |  |

| Disco dos |                                    |              |          |  |
| N.º       | Título                             | Escritor(es) | Duración |  |
| 1.        | «Drowned»                          |              | 6:38     |  |
| 2.        | «Heart to Hang Onto»               |              | 4:41     |  |
| 3.        | «So Sad About Us»                  |              | 3:19     |  |
| 4.        | «I'm One»                          |              | 2:51     |  |
| 5.        | «Getting in Tune»                  |              | 6:21     |  |
| 6.        | «Behind Blue Eyes»                 |              | 3:48     |  |
| 7.        | «You Better You Bet»               |              | 5:46     |  |
| 8.        | «The Real Me»                      |              | 5:27     |  |
| 9.        | «5.15»                             |              | 11:40    |  |
| 10.       | «Won't Get Fooled Again»           |              | 9:12     |  |
| 11.       | «Substitute»                       |              | 3:20     |  |
| 12.       | «Let's See Action»                 |              | 5:15     |  |
| 13.       | «My Generation»                    |              | 5:30     |  |
| 14.       | «See Me, Feel Me/Listening to You» |              | 5:04     |  |

| Disco tres |                            |                               |          |  |
| N.º        | Título                     | Escritor(es)                  | Duración |  |
| 1.         | «I'm Free»                 |                               | 2:49     |  |
| 2.         | «I Don't Even Know Myself» |                               | 4:43     |  |
| 3.         | «Summertime Blues»         | Jerry Capehart, Eddie Cochran | 3:20     |  |
| 4.         | «Young Man Blues»          | Mose Allison                  | 5:54     |  |

## Personal
The Who
- Roger Daltrey: voz
- John Entwistle: bajo y coros
- Pete Townshend: guitarra y coros

Otros músicos
- John "Rabbit" Bundrick: teclados
- Zak Starkey: batería

Invitados especiales
- Bryan Adams: voz en "See Me, Feel Me/Listening to You" y "Behind Blue Eyes"
- Noel Gallagher: guitarra y coros en "Won't Get Fooled Again"
- Kelly Jones: guitarra y coros en "Substitute"
- Nigel Kennedy: violín en "Baba O'Riley"
- Eddie Vedder: voz en "I'm One", "Getting in Tune", "Let's See Action" y "See Me, Feel Me/Listening to You"
- Paul Weller: guitarra y voz en "So Sad About Us"